# Al Casey (Jazzmusiker)

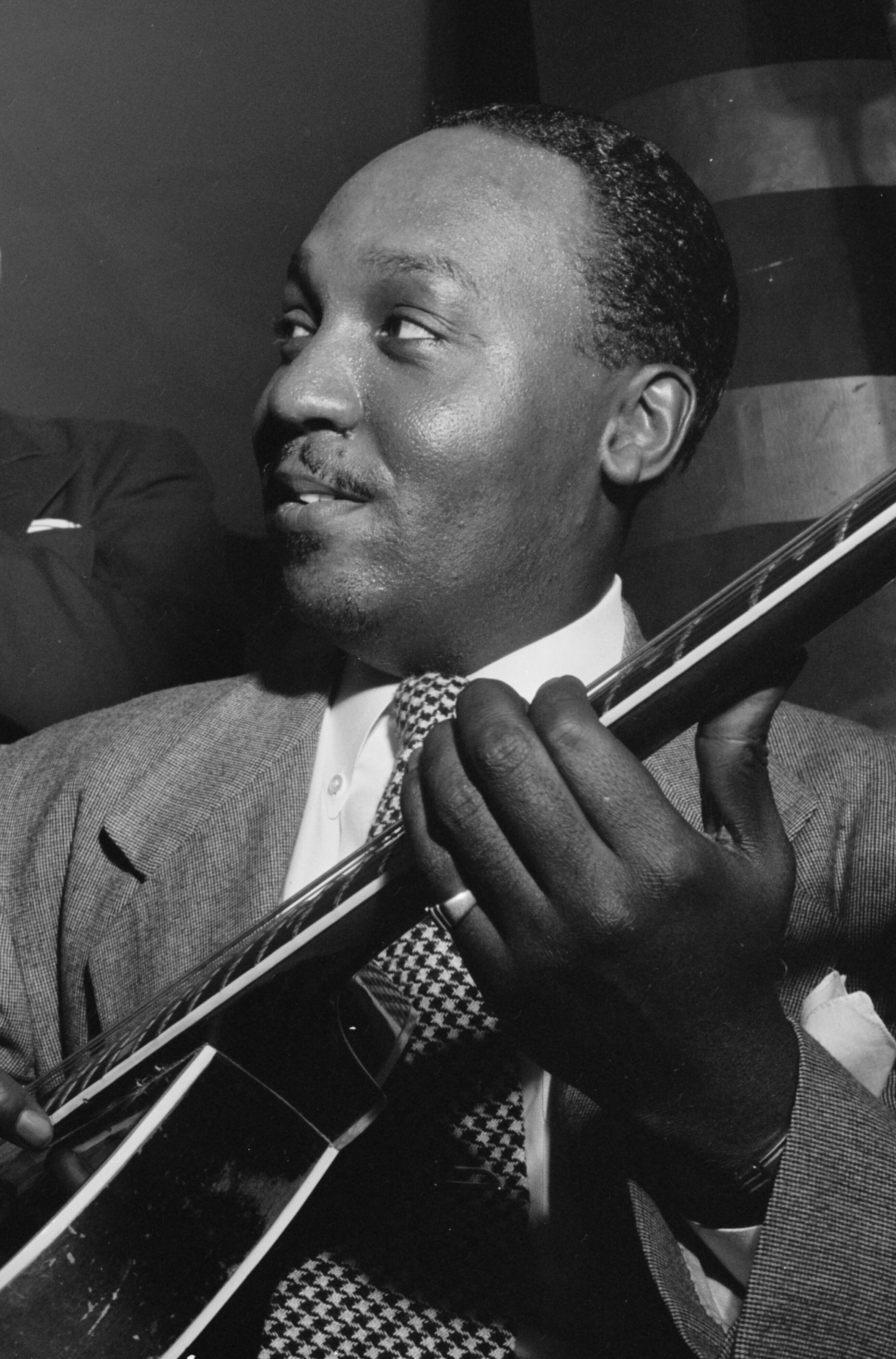
Al Casey, ca. 1947

Albert Aloysius „Al“ Casey (* 15. September 1915 in Louisville, Kentucky; † 11. September 2005) war ein US-amerikanischer Jazzgitarrist.

## Wirken

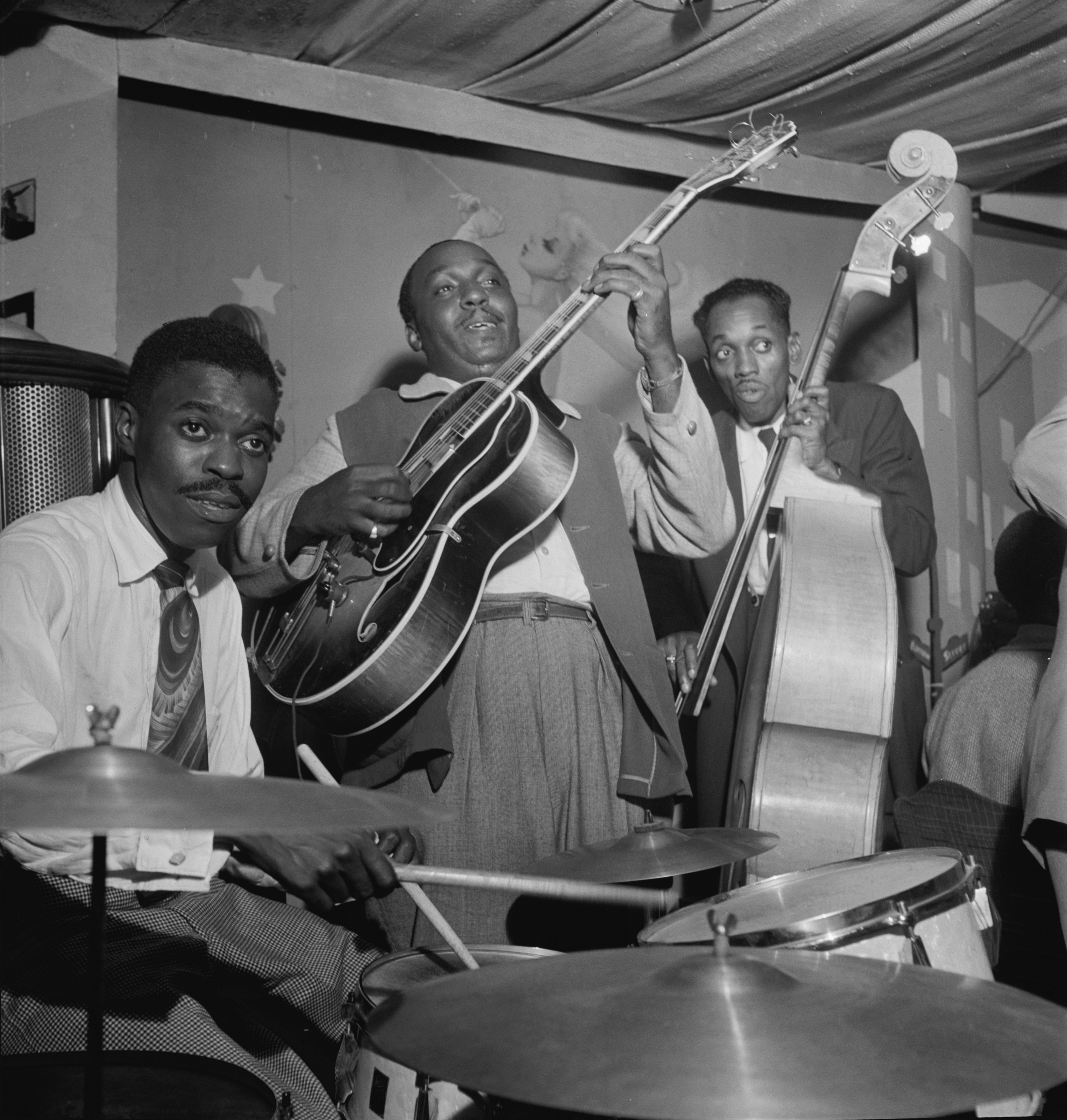
Al Casey (Mitte) mit Denzil Best (links) und John Levy rechts, New York, ca. 1947.
Fotografie von William P. Gottlieb.

Casey erhielt zunächst Unterricht auf der Violine und spielte Ukulele, ehe er sein eigentliches Instrument – die Gitarre – entdeckte und erlernte. Er spielte von 1934 bis 1943 mit Fats Waller in dessen Bands, und er ist der einzige Gitarrist mit dem "Fats" Aufnahmen machte. Daneben musizierte er noch bei Teddy Wilson, Mezz Mezzrow, Lionel Hampton, Coleman Hawkins, Earl Hines, Mildred Bailey, Billie Holiday (bis 1944), Louis Armstrong und Benny Carter (1946). 

War er auf den Schallplatten von Fats Waller noch ausschließlich auf der akustischen Gitarre zu hören, so benutzte er ab den 1940er Jahren fast ausschließlich die elektrisch verstärkte Variante dieses Instrumentes.
1973 nahm Casey im Sinne eines „Comebacks“ mit dem Gitarristen Billy Butler eine Duo-Platte auf.
Seit 1981 war Casey Mitglied in der Harlem Blues & Jazz Band, die besonders in Europa Erfolg hatte und dort häufig tourte. Über die Jahre variierte diese Band in der Besetzung, aber Casey blieb noch als über 80-Jähriger ständiges Mitglied dieser Combo, zu denen u. a. in den späten 1990er Jahren auch der Rhythm-and-Blues-Tenorsaxophonist Bubba Brooks gehörte. Diese Band bestand aus langjährigen „Veteranen“ der Swingmusik oder des jazzigen Rhythm and Blues und war deshalb bei Fans dieser Genres hoch angesehen.

Im Jahre 2005 erlag Al Casey einem Darmkrebsleiden.

## Gitarrenstil
Casey hatte sich dem Swing und dem swingenden Blues verschrieben. Er war ein Plektrumspieler, der auf Voll-Gitarren und – ab den späten 1980er Jahren – Halbresonanz-Gitarren von der Firma Gibson spielte. Wie viele Gitarristen seiner Generation war er von seinem Idol Charlie Christian geprägt. 
Als vielbeschäftigter Studiomusiker spielte er nicht nur Swing, sondern als Mitglied der King Curtis Band, der er von 1957 bis 1961 angehörte, auch Rhythm and Blues. Als dieser sich dem Soul zuwandte, konnte er selbst diesem Stil gerecht werden.

## Sonstiges
Albert Aloysius Casey ist nicht identisch mit dem etwa 20 Jahre jüngeren weißen, amerikanischen Gitarristen Al Casey, der in der Studiomusikerszene des Rock ’n’ Roll der 1950er und frühen 1960er Jahre aktiv war und häufig vom Produzenten Lee Hazlewood eingesetzt wurde sowie mit dem Musiker Sanford Clark assoziiert wird.